# Coppa Italia 2012-2013 (pallanuoto maschile)
La Coppa Italia 2012-2013 di pallanuoto maschile è stata la 22ª edizione del trofeo assegnato annualmente dalla FIN. La competizione ha aperto la stagione italiana di club 2012-2013 il 29 settembre, e si è conclusa il 9 dicembre.
Diversamente dall'edizione precedente, non sono stati presenti club di Serie A2, ma hanno partecipato solo le 12 squadre iscritte alla Serie A1. Il formato prevedeva due fasi a gironi seguite dalla Final Four, che si è disputata nella Piscina Carlo Zanelli di Savona.
La Pro Recco ha conquistato il trofeo per l'ottava volta, dopo aver sconfitto in finale la Rari Nantes Savona. I campioni uscenti dell'AN Brescia si sono classificati terzi, sconfiggendo il Posillipo nella finale per il terzo posto.

## Prima fase
La prima fase prevedeva due gironi da disputarsi in sede unica il 29 e 30 settembre 2012 (inizialmente previsti per il 28 e 29), a cui hanno partecipato le squadre classificate dal 5º al 10º posto del campionato 2011-2012 e le due neopromosse dalla Serie A2. Le prime due classificate di ogni girone si sono qualificate alla fase successiva.

### Gironi
| Gruppo A                                         |
| sede: Bogliasco Stadio del Nuoto Gianni Vassallo |
| Bogliasco                                        |
| Florentia                                        |
| Nervi                                            |
| Promogest                                        |

| Gruppo B                                   |
| sede: Ostia (Roma) Polo Natatorio di Ostia |
| Acquachiara                                |
| Camogli                                    |
| Lazio                                      |
| Ortigia                                    |

### Gruppo A
| Calendario e risultati |         |                       |       |
|                        |         |                       |       |
| 29-09-12               | h 18:00 | Nervi - Promogest     | 6-6   |
| 29-09-12               | h 19:30 | Florentia - Bogliasco | 11-12 |
| 30-09-12               | h 09:00 | Promogest - Florentia | 7-11  |
| 30-09-12               | h 10:30 | Bogliasco - Nervi     | 13-9  |
| 30-09-12               | h 15:00 | Promogest - Bogliasco | 11-12 |
| 30-09-12               | h 16:30 | Florentia - Nervi     | 11-5  |

|    | Classifica | Pt | G | V | N | P | GF | GS | DR  |
| -- | ---------- | -- | - | - | - | - | -- | -- | --- |
| 1. | Bogliasco  | 9  | 3 | 3 | 0 | 0 | 37 | 31 | +6  |
| 2. | Florentia  | 6  | 3 | 2 | 0 | 1 | 33 | 24 | +9  |
| 3. | Promogest  | 1  | 3 | 0 | 1 | 2 | 24 | 29 | -5  |
| 4. | Nervi      | 1  | 3 | 0 | 1 | 2 | 20 | 30 | -10 |

### Gruppo B
| Calendario e risultati |         |                       |      |
|                        |         |                       |      |
| 29-09-12               | h 18:00 | Acquachiara - Camogli | 13-4 |
| 29-09-12               | h 19:30 | Ortigia - Lazio       | 6-5  |
| 30-09-12               | h 09:00 | Lazio - Acquachiara   | 9-9  |
| 30-09-12               | h 10:30 | Camogli - Ortigia     | 9-15 |
| 30-09-12               | h 15:30 | Lazio - Camogli       | 12-6 |
| 30-09-12               | h 17:00 | Ortigia - Acquachiara | 7-13 |

|    | Classifica  | Pt | G | V | N | P | GF | GS | DR  |
| -- | ----------- | -- | - | - | - | - | -- | -- | --- |
| 1. | Acquachiara | 7  | 3 | 2 | 1 | 0 | 35 | 20 | +15 |
| 2. | Ortigia     | 6  | 3 | 2 | 0 | 1 | 28 | 27 | +1  |
| 3. | Lazio       | 4  | 3 | 1 | 1 | 1 | 26 | 21 | -1  |
| 4. | Camogli     | 0  | 3 | 0 | 0 | 3 | 19 | 40 | -21 |

## Seconda fase
Hanno avuto accesso diretto a questa fase le prime quattro classificate del campionato 2011-2012 (Pro Recco, Brescia, Posillipo, Savona). Sono stati disputati due gironi in sede unica il 5 e 6 ottobre (Gruppo C) e il 19 e 20 ottobre (Gruppo D), in cui le prime due classificate si sono qualificate per la Final Four.

### Gironi
| Gruppo C                           |
| sede: Savona Piscina Carlo Zanelli |
| Acquachiara                        |
| Florentia                          |
| Pro Recco                          |
| Savona                             |

| Gruppo D                          |
| sede: Brescia Piscina PalaSystema |
| AN Brescia                        |
| Bogliasco                         |
| Ortigia                           |
| Posillipo                         |

### Gruppo C
| Calendario e risultati |         |                         |       |
|                        |         |                         |       |
| 05-10-12               | h 18:00 | Pro Recco - Florentia   | 10-5  |
| 05-10-12               | h 19:30 | Savona - Acquachiara    | 14-11 |
| 06-10-12               | h 09:00 | Acquachiara - Pro Recco | 7-7   |
| 06-10-12               | h 10:30 | Savona - Florentia      | 12-11 |
| 06-10-12               | h 15:30 | Florentia - Acquachiara | 11-12 |
| 06-10-12               | h 17:00 | Pro Recco - Savona      | 12-12 |

|    | Classifica  | Pt | G | V | N | P | GF | GS | DR |
| -- | ----------- | -- | - | - | - | - | -- | -- | -- |
| 1. | Savona      | 7  | 3 | 2 | 1 | 0 | 38 | 34 | +4 |
| 2. | Pro Recco   | 5  | 3 | 1 | 2 | 0 | 29 | 24 | +5 |
| 3. | Acquachiara | 4  | 3 | 1 | 1 | 1 | 30 | 32 | -2 |
| 4. | Florentia   | 0  | 3 | 0 | 0 | 3 | 27 | 34 | -7 |

### Gruppo D
| Calendario |         |                       |       |
|            |         |                       |       |
| 19-10-12   | h 18:00 | Posillipo - Bogliasco | 7-9   |
| 19-10-12   | h 19:30 | Brescia - Ortigia     | 16-8  |
| 20-10-12   | h 09:00 | Ortigia - Bogliasco   | 9-8   |
| 20-10-12   | h 10:30 | Brescia - Posillipo   | 11-11 |
| 20-10-12   | h 15:00 | Ortigia - Posillipo   | 5-10  |
| 20-10-12   | h 16:30 | Bogliasco - Brescia   | 5-8   |

|    | Classifica | Pt | G | V | N | P | GF | GS | DR  |
| -- | ---------- | -- | - | - | - | - | -- | -- | --- |
| 1. | AN Brescia | 7  | 3 | 2 | 1 | 0 | 35 | 24 | +11 |
| 2. | Posillipo  | 4  | 3 | 1 | 1 | 1 | 28 | 25 | +3  |
| 3. | Ortigia    | 3  | 3 | 1 | 0 | 2 | 22 | 34 | -12 |
| 4. | Bogliasco  | 3  | 3 | 1 | 0 | 2 | 22 | 24 | -2  |

## Final Four

### Semifinali
| Arbitri: | Bianchi Ceccarelli |

|          |           |                                       |
| 4: Rizzo | Marcatori | 1: Mattiello, Gallo, Baraldi, Saccoia |

| Arbitri: | Collantoni Paoletti |

|                |           |                                       |
| 1: 7 giocatori | Marcatori | 2: Madaras, Felugo, Figlioli, Aicardi |

### Finale 3º posto
| Arbitri: | Collantoni Ceccarelli |

|           |           |                                   |
| 2: Kovács | Marcatori | 2: C.Presciutti, Mammarella, Nora |

### Finale
| Arbitri: | Bianchi Paoletti |

|                               |           |                      |
| 2: Damonte, Petrović, Deserti | Marcatori | 3: Madaras, Figlioli |

## Classifica marcatori
Classifica finale complessiva.
|            | Gol | Marcatore            | Squadra     |  |
| ---------- | --- | -------------------- | ----------- |  |
|            | 17  | Justin Boyd          | Ortigia     |  |
|            | 15  | Steven Camilleri     | Bogliasco   |  |
|            | 14  | Albert Español       | Florentia   |  |
|            | 13  | Francesco Di Fulvio  | Florentia   |  |
|            | 13  | Tamás Märcz          | Acquachiara |  |
|            | 13  | Christian Presciutti | AN Brescia  |  |
|            | 13  | Gábor Suti           | Ortigia     |  |
|            | 11  | Antonio Petković     | Acquachiara |  |
|            | 10  | Matteo Aicardi       | Pro Recco   |  |
|            | 10  | Federico Pagani      | Florentia   |  |
|            | 10  | Olexandr Sadovyy     | Acquachiara |  |
| Final Four |     |                      |             |  |
|            | 5   | Norbert Madaras      | Pro Recco   |  |
|            | 5   | Pietro Figlioli      | Pro Recco   |  |
|            | 4   | Matteo Aicardi       | Pro Recco   |  |
|            | 4   | Valerio Rizzo        | Savona      |  |
|            |     |                      |             |  |

### Riconoscimenti
Premi speciali attribuiti relativamente alla Final Four:
- Miglior giocatore: Norbert Madaras,  Pro Recco
- Migliori realizzatori: Norbert Madaras e Pietro Figlioli,  Pro Recco
- Miglior portiere: Stefano Tempesti,  Pro Recco